# José Bernardino de Portugal e Castro
José Bernardino de Portugal e Castro (Salvador de Bahía, Brasil, 20 de mayo de 1780-Lisboa, Portugal, 26 de febrero de 1840), V marqués de Valença y XII conde de Vimioso, fue un aristócrata y político portugués del siglo XIX, brevemente presidente del Consejo de Ministros de Portugal en 1836.

## Biografía
Miembro de la más alta aristocracia portuguesa, nació en Salvador de Bahía, primogénito del marqués de Valença, Alfonso Miguel de Portugal e Castro, que ocupaba el cargo de gobernador general de Bahía, y de María Teles da Silva, de los marqueses de Penalva. En vida del padre, José Bernardino ostentó el título de conde de Vimioso.
Sucedió como marqués de Valença en 1802. En su carrera pública, fue miembro de la cámara de pares del Reino que estableció la constitución de 1826, brigadier del ejército, ministro de la guerra en 1826 y brevemente presidente del Consejo de Ministros, en 1836. 
Tuvo las distinciones de gentilhombre de cámara del Rey, comendador de la orden de Cristo y gran cruz de la orden de Nuestra Señora de la Concepción de Villaviciosa. Falleció en 1840, pero el marquesado de Valença no se renovó para su hijo el conde de Vimioso, de modo que José Bernardino fue su último titular.

## Familia
En 1813, contrajo matrimonio con María José de Almeida e Noronha, hija de Caetano de Noronha, I conde de Peniche, gobernador del Algarve, y de Maria José Juliana Lourenço de Almeida. Los marqueses de Valença tuvieron siete hijos:
- Francisco de Paula (1817-1865), XIII conde de Vimioso, casado con Maria Domingas Manoel de Castelo-Branco.
- Maria das Dores (1819-1888), casada con Rodrigo José de Menezes de Eça, III conde de Cavaleiros.
- Maria do Carmo (1821-1890), casada con Francisco de Sousa.
- Afonso Maria (1823-1853), casado con Maria Ema Custace.
- Caetano (1824-1893), casado con Ludovina Cecília O'Neill.
- Pedro (1830-1878), casado con Maria Carlota de Braganza, hija y heredera de la III duquesa de Lafões.
- Teresa (1837), muerta niña.